# Dinesh Kumar
Pour les articles homonymes, voir Kumar.
Dinesh Kumar, né le 30 janvier 2000, est un coureur cycliste indien.

## Biographie
Fils d'un commerçant de Rourkela, Dinesh Kumar pratique le vélo depuis son plus jeune âge. Il participe à ses premières compétitions durant son adolescence. Cycliste amateur, il fait actuellement partie de l'équipe nationale indienne. Il occupe dans le même temps un emploi au sein de la Force aérienne indienne,.
En 2021, il devient champion d'Inde de poursuite par équipes. Il finit également deuxième de son championnat national du contre-la-montre. Lors de la saison 2022, il conserve son titre de champion national. Il termine aussi troisième de la poursuite par équipes aux championnats d'Asie, disputés à New Dehli. La même année, il représente son pays aux Jeux du Commonwealth, où il se classe sixième de la poursuite par équipes et dix-neuvième de la poursuite individuelle. 
En janvier 2024, il termine à nouveau deuxième du championnat d'Inde du contre-la-montre, derrière son compatriote Naveen John.

## Palmarès sur route

### Par année
- 2016
  - 3e du championnat d'Inde du contre-la-montre espoirs
- 2019
  - 3e du championnat d'Inde sur route
- 2021
  - 2e du championnat d'Inde du contre-la-montre
- 2023
  - 3e du championnat d'Inde du contre-la-montre
- 2024
  - 2e du championnat d'Inde du contre-la-montre (janvier)
  - 3e du championnat d'Inde du contre-la-montre (décembre)

### Classements mondiaux
| Année                                 | 2023  | 2024  |
| ------------------------------------- | ----- | ----- |
| UCI World Tour                        | 2139e |       |
| Classement mondial                    | nc    | 2071e |
| UCI Asia Tour                         | 214e  | nc    |
|                                       |       |       |
| Légende : nc = non classéSource : UCI |       |       |

## Palmarès sur piste

### Championnats d'Asie
- New Dehli 2022
  -  Médaillé de bronze de la poursuite par équipes

### Championnats nationaux
- 2021
  -  Champion d'Inde de poursuite par équipes (avec Manjeet Singh, Satbir Singh, Mula Ram et Punam Chand)
  - 2e du championnat d'Inde de poursuite
- 2022
  -  Champion d'Inde de poursuite par équipes (avec Manjeet Singh, Mula Ram et Sahil Kumar)
- 2023
  - 2e du championnat d'Inde de poursuite
  - 2e du championnat d'Inde du kilomètre